# 静岡県道273号山梨敷地停車場線
静岡県道273号山梨敷地停車場線（しずおかけんどう273ごう やまなししきじていしゃじょうせん）は、静岡県袋井市、周智郡森町、磐田市を通る道路（県道）である。

## 概要

### 路線データ
- 陸上距離：7.3km
- 起点：袋井市山梨（静岡県道58号袋井春野線交点・実際の起点は袋井市下山梨）
- 終点：磐田市敷地（天竜浜名湖鉄道敷地停車場）

## 重複区間
- 静岡県道279号山梨一宮線（周智郡森町中川・中川上交差点 - 袋井市下山梨・下山梨上交差点）
- 静岡県道61号浜北袋井線（磐田市大当所・大当所南交差点 - 袋井市川会）
- 静岡県道40号掛川天竜線（磐田市敷地・敷地停車場 - 磐田市大当所・大当所南交差点）
- 静岡県道283号横川磐田線（磐田市敷地・敷地停車場 - 袋井市山田）

## 通過する自治体
- 静岡県
  - 袋井市 - 周智郡森町 - 磐田市

## 主な接続路線
- 静岡県道58号袋井春野線
- 静岡県道374号浜松袋井線
- 静岡県道277号磐田山梨線
- 静岡県道279号山梨一宮線
- 静岡県道61号浜北袋井線
- 静岡県道40号掛川天竜線
- 静岡県道283号横川磐田線